# تلمبه مستضعفین چاه ریگان
تلمبه مستضعفین چاه ریگان، روستایی در دهستان چاه ریگان بخش چاه مرید شهرستان کهنوج در استان کرمان ایران است.

## جمعیت
بر پایه سرشماری عمومی نفوس و مسکن در سال ۱۳۹۵، جمعیت این روستا برابر با ۲۸۲ نفر (۶۹ خانوار) بوده‌است.